# Kodek
A kodek (angolul codec) a „coder/decoder”, magyarul a kódoló/dekódoló kifejezésre utaló, dupla értelemmel bíró szó, amely egy adat- vagy jelfolyam átalakítására szolgáló eszközt vagy programot fed. Egy kodek átalakíthat egy adat- vagy jelfolyamot kódolt formátummá (gyakran átviteli, tárolási, vagy rejtjelezési célból), ugyanakkor képes dekódolni is azt a formátumot. Gyakran használnak kodekeket videokonferenciás és streaming media megoldásokhoz.

## Jellemzői
Példának okáért számos multimédiás adatfolyam kell hogy tartalmazzon együtt hangot és képet, de gyakran még a kettő szinkronizálására szolgáló „metaadat”-ot is. E három adathalmaz mindegyikét kezelhetik egymástól független programok, eljárások vagy hardvereszközök, de a multimédiás folyamatos adatátvitel szemszögéből előnyösebb, ha ezek egyetlen egységbe vannak zárva.
A hang vagy videó adatok nyers kódolt formáját nevezik esszenciának („essence”), megkülönböztetésként a metaadat információs tartalomtól, amellyel együttesen alkotják magának a „stream”-nek (adatfolyamnak) az információs tartalmát. Ehhez a csoportosításhoz még egy ún. „wrapper” (csomagoló) is járulhat, ami elősegíti a stream-hez való hozzáférést és annak robusztusságát.
A kodek nem keverendő össze a videofájl-formátummal, ami a kodek által kódolt hang/kép információ tárolására szolgál. A leggyakoribb hang/kép fájlformátumok (például .ogg, .mpg, .avi, .mov) egy, de akár több különböző kodekkel kódolt információt is tárolhatnak. (Például az AVI kiterjesztésű film lehet DivX, de akár XviD is.)
Az „endec” egy hasonló (de nem azonos) elgondolás hardveres (áramköri) célokra.